# Odostomia bruneri
Odostomia bruneri är en snäckart som beskrevs av Addison Emery Verrill 1882. Odostomia bruneri ingår i släktet Odostomia och familjen Pyramidellidae. Inga underarter finns listade i Catalogue of Life.